# Fredrik Sterky

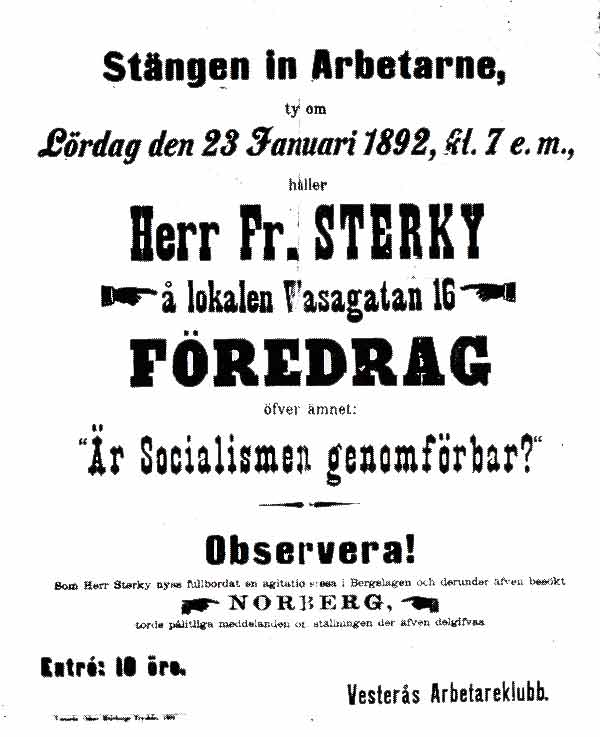
Mötesaffisch från Västerås 1892 med Fredrik Sterky som huvudtalare.

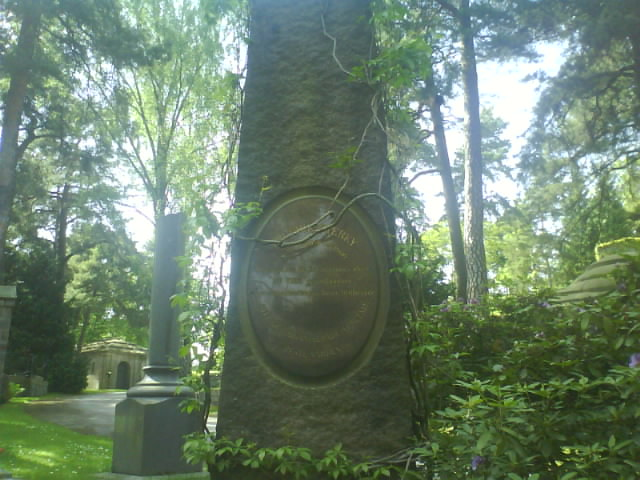
Fredriks Sterkys grav på Norra kyrkogården i Stockholm.

Fredrik Sterky, född 11 januari 1860 i Stockholm, död 11 januari 1900 i Malmö, var en svensk socialdemokrat, fackföreningsman och tidningsman. Han var chefredaktör för tidningen Ny Tid i Göteborg 1892–1898 och ordförande i LO från dess grundande 1898. 

## Biografi
Fredrik Sterky var en av de första och mest inflytelserika ledarna för arbetarrörelsen i Sverige. Han hade i ännu högre grad än Hjalmar Branting överklassbakgrund och härstammade på fädernet från en militär- och ämbetsmannasläkt. Han hade i unga år skaffat sig en ansenlig förmögenhet genom lyckade affärer och ett förmånligt äktenskap. Efter en kort studieperiod vid Uppsala universitet gjorde han snabb karriär inom Generalpoststyrelsen. 
Men vid 1880-talets mitt lämnade han det borgerliga livet bakom sig för att helt ägna sig åt arbetarrörelsen. Tidigt intresserade sig Sterky för den socialdemokratiska partirörelsen i utlandet och han bidrog med pengar och kunskap till den socialdemokratiska propagandan i Stockholms arbetarvärld i mitten av 1880-talet. Hans ekonomiska och organisatoriska talanger kom först till användning då han blev ekonomichef på tidningen Social-Demokraten. Efter att ha studerat den fackliga och politiska arbetarrörelsen i utlandet, i synnerhet i Danmark 1890–1891 kallades han i början av 1892 till Göteborg där han bland annat startade Ny Tid som var ett organ för det nybildade Västra distriktet af det socialdemokratiska partiet. Under de sex år som han verkade som redaktör i Göteborg och ordförande i Göteborgs arbetarekommun arbetade han hårt och på grund av överansträngning sökte han en lugnare sysselsättning. Han var under en kort period 1898 ekonomichef och redaktionell medarbetare för tidningen Arbetet i Malmö.
Under den tiden utförde Sterky dock viktiga delar av det förberedande arbetet för bildandet av Landsorganisationen i Sverige och blev i slutet av året Landssekretariatets förste ordförande, en befattning som han innehade fram till sin död. Detta var logiskt eftersom han ansåg att arbetarklassens organisering fackligt och socialistisk skolning var viktigare än parlamentariskt arbete. 
På den tiden fanns inget organiserat socialdemokratiskt parti. Alla arbetarorganisationer förenade fackliga med politiska uppgifter. Landsorganisationen tog, under Sterkys ordförandeskap, initiativet till att bilda ett politiskt parti och därmed skilja mellan arbetarrörelsens fackliga och politiska organisationer. Men Sterky var noga med sammanhållningen mellan de båda grenarna och han var för den obligatoriska anslutningen till SAP. Frågan om obligatoriet upptog en stor del av LO:s konstituerande kongress 1898 och obligatorielinjen segrade med 175 röster mot 83. Obligatoriet avskaffades efter några år och ersattes med den för de lokala organisationerna frivilliga kollektivanslutning som kom att leva kvar ända till 1987. 
Under Sterkys korta tid som LO-ordförande utkämpades flera strider om föreningsrätten, bl.a. inom sågverksindustrin i Sundsvallstrakten. Eftersom organisationerna saknade pengar fick Sterky lägga mycket kraft på att samla in pengar till understöd åt strejkande, lockoutade och från sina hem vräkta familjer.  
Fredrik Sterky utmärkte sig genom administrativ talang, ordning och reda samt strävan efter sakkunskap och teoretisk fördjupning i arbetarrörelsens principer. Inför SAP:s bildande utfästes en belöning till den som sammanställde en broschyr om socialdemokratins idéer. Författarna skulle skicka in sina förslag anonymt. Den text som vann tävlingen (Socialismen, arbetarklassens befriare) visade sig vara författad av LO:s ordförande Sterky. Han översatte också Karl Kautskys Karl Marx's ekonomiska läror (1888-1893), Prosper Olivier Lissagarays Kommunen i Paris 1871 (1891-1892) och Sidney & Beatrice Webbs Fackföreningsrörelsens historia i England (1896).
Från omkring 1890 levde Sterky i samvetsäktenskap med Anna Sterky. Han var kroniskt sjuk i diabetes, men avled på sin 40-årsdag år 1900 i lunginflammation som han ådragit sig på Axel Danielssons begravning. Sveriges arbetare reste 1901 en 4,5 meter hög vård på Sterkys grav på Norra kyrkogården i Stockholm.